# IBU-cupen 2020/2021
IBU-cupen 2020/2021 inleddes den 11 januari 2021 i Arber utanför Bayerisch Eisenstein i Tyskland, och avslutades den 14 mars 2021 i Obertilliach i Österrike. IBU-cupen är en internationell skidskyttetävling i flera etapper och fungerar som underdivision till världscupen i skidskytte.
På grund av coronaviruspandemin beslutade Internationella skidskytteförbundet (IBU) att stryka samtliga tävlingar som planerades äga rum i november och december 2020. Säsongen pågick därmed från januari till mars 2021 på fyra orter i Tyskland, Polen, Slovakien och Österrike.

## Tävlingsprogram och resultat

### Damer

#### Individuella tävlingar
| Nr | Datum            | Ort           | Disciplin       | 1:a plats                | 1:a plats | 2:a plats                | 2:a plats | 3:e plats             | 3:e plats | Ref.   |
| -- | ---------------- | ------------- | --------------- | ------------------------ | --------- | ------------------------ | --------- | --------------------- | --------- | ------ |
|    |                  |               |                 |                          |           |                          |           |                       |           |        |
| 1  | 14 januari 2021  | Arber         | 7,5 km sprint   | Tatjana Akimova          | 22.30,7 1 | Valerija Vasnetsova      | +9,8 2    | Anastasia Sjevtjenko  | +23,0 1   | [ 3 ]  |
| 2  | 16 januari 2021  | Arber         | 7,5 km sprint   | Tatjana Akimova          | 22.58,1 1 | Anastasia Sjevtjenko     | +4,0 1    | Camille Bened         | +5,4 0    | [ 4 ]  |
| 3  | 20 januari 2021  | Arber         | 12,5 km distans | Tamara Steiner           | 36.56,8 0 | Anna Weidel              | +12,3 1   | Jekaterina Bech       | +38,5 1   | [ 5 ]  |
| 4  | 22 januari 2021  | Arber         | 7,5 km sprint   | Valerija Vasnetsova      | 20.09,1 0 | Åsne Skrede              | +36,8 1   | Lou Jeanmonnot        | +50,0 0   | [ 6 ]  |
|    |                  |               |                 |                          |           |                          |           |                       |           |        |
| 5  | 27 januari 2021  | Duszniki (EM) | 15 km distans   | Monika Hojnisz-Staręga   | 45.17,1 1 | Anastasija Merkusjyna    | +2,9 0    | Larisa Kuklina        | +15,5 1   | [ 7 ]  |
| 6  | 29 januari 2021  | Duszniki (EM) | 7,5 km sprint   | Baiba Bendika            | 22.00,7 1 | Karoline Erdal           | +5,7 0    | Anastasia Sjevtjenko  | +9,7 0    | [ 8 ]  |
| 7  | 30 januari 2021  | Duszniki (EM) | 10 km jaktstart | Kamila Żuk               | 29.12,7 0 | Karoline Erdal           | +13,4 3   | Åsne Skrede           | +16,2 3   | [ 9 ]  |
|    |                  |               |                 |                          |           |                          |           |                       |           |        |
| 8  | 13 februari 2021 | Osrblie       | 7,5 km sprint   | Vanessa Voigt            | 20.31,2 0 | Jekaterina Noskova       | +0,6 0    | Anna Weidel           | +5,7 0    | [ 10 ] |
| 9  | 14 februari 2021 | Osrblie       | 10 km jaktstart | Vanessa Voigt            | 27.57,5 1 | Anastasija Gorejeva      | +30,8 2   | Anastasija Jegorova   | +46,9 2   | [ 11 ] |
| 10 | 17 februari 2021 | Osrblie       | 12,5 km distans | Vanessa Voigt            | 38.52,3 0 | Hanna Kebinger           | +6,9 0    | Madeleine Phaneuf     | +26,2 1   | [ 12 ] |
| 11 | 20 februari 2021 | Osrblie       | 7,5 km sprint   | Anastasija Jegorova      | 19.57,1 0 | Marthe Kråkstad Johansen | +14,7 0   | Karoline Erdal        | +17,4 1   | [ 13 ] |
| 12 | 21 februari 2021 | Osrblie       | 10 km jaktstart | Anna Weidel              | 26.13,7 1 | Anna Kryvonos            | +9,4 1    | Ragnhild Femsteinevik | +15,0 2   | [ 14 ] |
| 13 | 10 mars 2021     | Obertilliach  | 12,5 km distans | Vanessa Voigt            | 36.21,8 0 | Anastasija Gorejeva      | +12,1 3   | Sophie Chauveau       | +53,5 3   | [ 15 ] |
| 14 | 12 mars 2021     | Obertilliach  | 7,5 km sprint   | Emilie Ågheim Kalkenberg | 20.12,6 0 | ingen                    | ingen     | Rebecca Passler       | +15,6 0   | [ 16 ] |
| 14 | 12 mars 2021     | Obertilliach  | 7,5 km sprint   | Anastasija Jegorova      | 20.12,6 0 | ingen                    | ingen     | Rebecca Passler       | +15,6 0   | [ 16 ] |
| 15 | 13 mars 2021     | Obertilliach  | 7,5 km sprint   | Anastasija Gorejeva      | 20.52,7 0 | Anastasija Jegorova      | +1,1 0    | Caroline Colombo      | +20,2 0   | [ 17 ] |

#### Lagtävlingar
| Nr | Datum            | Ort     | Disciplin        | 1:a plats                                                                             | 1:a plats       | 2:a plats                                                                 | 2:a plats    | 3:e plats                                                                       | 3:e plats     | Ref.   |
| -- | ---------------- | ------- | ---------------- | ------------------------------------------------------------------------------------- | --------------- | ------------------------------------------------------------------------- | ------------ | ------------------------------------------------------------------------------- | ------------- | ------ |
|    |                  |         |                  |                                                                                       |                 |                                                                           |              |                                                                                 |               |        |
| 1  | 17 januari 2021  | Arber   | 4 x 6 km stafett | Ryssland Valerija Vasnetsova Anastasija Gorejeva Anastasia Sjevtjenko Tatjana Akimova | 1:08.10,4 (0+7) | Sverige Ingela Andersson Tilda Johansson Anna Magnusson Elisabeth Högberg | +37,2 (0+10) | Tyskland Franziska Hildebrand Stefanie Scherer Vanessa Voigt Marion Deigentesch | +1.09,7 (0+6) | [ 18 ] |
| 2  | 18 februari 2021 | Osrblie | 4 x 6 km stafett | Ryssland Natalja Gerbulova Jekaterina Noskova Valerija Vasnetsova Anastasija Jegorova | 1:06.47,5 (2+9) | Sverige Elisabeth Högberg Stina Nilsson Ingela Andersson Anna Hedström    | +9,4 (2+12)  | Tyskland Anna Weidel Juliane Frühwirt Hanna Kebinger Marion Deigentesch         | +26,5 (1+8)   | [ 19 ] |

### Herrar

#### Individuella tävlingar
| Nr | Datum            | Ort           | Disciplin         | 1:a plats                 | 1:a plats | 2:a plats                 | 2:a plats | 3:e plats                 | 3:e plats | Ref.   |
| -- | ---------------- | ------------- | ----------------- | ------------------------- | --------- | ------------------------- | --------- | ------------------------- | --------- | ------ |
|    |                  |               |                   |                           |           |                           |           |                           |           |        |
| 1  | 14 januari 2021  | Arber         | 10 km sprint      | Aleksander Fjeld Andersen | 24.58,1 0 | Filip Andersen            | +11,9 1   | Sivert Guttorm Bakken     | 18,8 1    | [ 20 ] |
| 2  | 16 januari 2021  | Arber         | 10 km sprint      | Filip Andersen            | 24.39,9 0 | Philipp Nawrat            | +46,8 1   | Sivert Guttorm Bakken     | +49,0 1   | [ 21 ] |
| 3  | 20 januari 2021  | Arber         | 15 km distans     | Endre Strømsheim          | 41.33,7 1 | Philipp Nawrat            | +30,8 2   | Aleksander Fjeld Andersen | +35,3 2   | [ 22 ] |
| 4  | 22 januari 2021  | Arber         | 10 km sprint      | Filip Andersen            | 25.31,2 0 | Sivert Guttorm Bakken     | +53,1 0   | Philipp Nawrat            | +56,3 2   | [ 23 ] |
|    |                  |               |                   |                           |           |                           |           |                           |           |        |
| 5  | 27 januari 2021  | Duszniki (EM) | 20 km distans     | Andrejs Rastorgujevs      | 51.04,7 1 | Erlend Bjøntegaard        | +1.27,5 2 | Endre Strømsheim          | +1.41,4 2 | [ 24 ] |
| 6  | 29 januari 2021  | Duszniki (EM) | 10 km sprint      | Martin Jäger              | 27.19,2 0 | Said Karimulla Chalili    | +7,3 0    | Johannes Kühn             | +15,3 2   | [ 25 ] |
| 7  | 30 januari 2021  | Duszniki (EM) | 12,5 km jaktstart | Artem Pryma               | 32.11,3 3 | Michal Krčmář             | +6,6 1    | Håvard Gutubø Bogetveit   | +12,5 3   | [ 26 ] |
|    |                  |               |                   |                           |           |                           |           |                           |           |        |
| 8  | 13 februari 2021 | Osrblie       | 10 km sprint      | Håvard Gutubø Bogetveit   | 25.13,4 0 | Justus Strelow            | +27,3 0   | Erlend Bjøntegaard        | +43,4 2   | [ 27 ] |
| 9  | 14 februari 2021 | Osrblie       | 12,5 km jaktstart | Philipp Nawrat            | 32.15,3 1 | Justus Strelow            | +14,8 1   | Sivert Guttorm Bakken     | +26,6 0   | [ 28 ] |
| 10 | 17 februari 2021 | Osrblie       | 15 km distans     | Nikita Porsjnev           | 39.22,2 0 | Justus Strelow            | +13,6 1   | Endre Strømsheim          | +15,7 2   | [ 29 ] |
| 11 | 20 februari 2021 | Osrblie       | 10 km sprint      | Philipp Nawrat            | 25.01,2 1 | David Zobel               | +0,4 0    | Ruslan Tkalenko           | +11,5 0   | [ 30 ] |
| 11 | 20 februari 2021 | Osrblie       | 10 km sprint      | Philipp Nawrat            | 25.01,2 1 | David Zobel               | +0,4 0    | Philipp Horn              | +11,5 1   | [ 30 ] |
| 12 | 21 februari 2021 | Osrblie       | 12,5 km jaktstart | Endre Strømsheim          | 30.29,8 1 | Sivert Guttorm Bakken     | +1,4 2    | Aleksander Fjeld Andersen | +8,7 1    | [ 31 ] |
| 13 | 10 mars 2021     | Obertilliach  | 15 km distans     | Hugo Rivail               | 36.49,1 1 | Daniele Cappellari        | +11,0 0   | Heikki Laitinen           | +39,8 1   | [ 32 ] |
| 13 | 10 mars 2021     | Obertilliach  | 15 km distans     | Hugo Rivail               | 36.49,1 1 | Daniele Cappellari        | +11,0 0   | Justus Strelow            | +39,8 1   | [ 32 ] |
| 14 | 12 mars 2021     | Obertilliach  | 10 km sprint      | Philipp Nawrath           | 23.19,9 0 | Aleksander Fjeld Andersen | +27,2 1   | Hugo Rivail               | +33,3 0   | [ 33 ] |
| 15 | 13 mars 2021     | Obertilliach  | 10 km sprint      | Filip Fjeld Andersen      | 22.25,0 1 | Sivert Guttorm Bakken     | +4,0 0    | Aleksander Fjeld Andersen | +6,0 0    | [ 34 ] |

#### Lagtävlingar
| Nr | Datum            | Ort     | Disciplin          | 1:a plats                                                                  | 1:a plats       | 2:a plats                                                                | 2:a plats     | 3:e plats                                                                                   | 3:e plats     | Ref.   |
| -- | ---------------- | ------- | ------------------ | -------------------------------------------------------------------------- | --------------- | ------------------------------------------------------------------------ | ------------- | ------------------------------------------------------------------------------------------- | ------------- | ------ |
|    |                  |         |                    |                                                                            |                 |                                                                          |               |                                                                                             |               |        |
| 1  | 17 januari 2021  | Arber   | 4 x 7,5 km stafett | Tyskland Justus Strelow Dominic Schmuck Danilo Riethmüller Philipp Nawrath | 1:13.36,7 (0+5) | Ukraina Ruslan Bryhadyr Andrij Dotsenko Taras Lesiuk Bogdan Tsymbal      | +1.01,9 (0+6) | Frankrike Oscar Lombardot Sebastien Mahon Eric Perrot Hugo Rivail                           | +1.04,5 (0+5) | [ 35 ] |
| 2  | 18 februari 2021 | Osrblie | 4 x 7,5 km stafett | Tyskland Justus Strelow Lucas Fratzscher Philipp Horn Philipp Nawrath      | 1:16.16,5 (1+9) | Ryssland Kirill Streltsov Vasilij Tomsjin Nikita Porsjnev Semen Sutjilov | +26,6 (0+6)   | Norge Aleksander Fjeld Andersen Erlend Bjøntegaard Håvard Gutubø Bogetveit Endre Strømsheim | +39,3 (2+8)   | [ 36 ] |

### Mixade lag
| Nr | Datum           | Ort           | Disciplin             | 1:a plats                                                                                   | 1:a plats        | 2:a plats                                                                             | 2:a plats    | 3:e plats                                                                           | 3:e plats      | Ref.   |
| -- | --------------- | ------------- | --------------------- | ------------------------------------------------------------------------------------------- | ---------------- | ------------------------------------------------------------------------------------- | ------------ | ----------------------------------------------------------------------------------- | -------------- | ------ |
|    |                 |               |                       |                                                                                             |                  |                                                                                       |              |                                                                                     |                |        |
| 1  | 23 januari 2021 | Arber         | Singelmixstafett      | Norge Endre Strømsheim Karoline Erdal                                                       | 41.27,7 (0+10)   | Italien Daniele Cappellari Rebecca Passler                                            | +45,0 (1+9)  | Tyskland Lucas Fratzscher Stefanie Scherer                                          | +59,7 (2+8)    | [ 37 ] |
| 2  | 23 januari 2021 | Arber         | 4 x 7,5 km mixstafett | Ryssland Said Karimulla Chalili Daniil Serochvostov Anastasija Gorejeva Valerija Vasnetsova | 1:22.52,8 (1+15) | Frankrike Oscar Lombardot Sebastien Mahon Sophie Chauveau Camille Bened               | +40,3 (0+6)  | Norge Aleksander Fjeld Andersen Filip Andersen Åsne Skrede Emilie Ågheim Kalkenberg | +1.06,7 (2+13) | [ 38 ] |
|    |                 |               |                       |                                                                                             |                  |                                                                                       |              |                                                                                     |                |        |
| 3  | 31 januari 2021 | Duszniki (EM) | Singelmixstafett      | Tyskland Stefanie Scherer Justus Strelow                                                    | 35.01,6 (0+5)    | Frankrike Caroline Colombo Émilien Claude                                             | +21,0 (1+8)  | Ryssland Larisa Kuklina Jevgenij Garanitjev                                         | +26,7 (0+6)    | [ 39 ] |
| 4  | 31 januari 2021 | Duszniki (EM) | 4 x 6 km mixstafett   | Norge Emilie Ågheim Kalkenberg Åsne Skrede Erlend Bjøntegaard Sivert Guttorm Bakken         | 1:01.23,7 (1+7)  | Tyskland Vanessa Voigt Marion Deigentesch Dominic Schmuck Philipp Nawrat              | +30,7 (0+7)  | Ukraina Iryna Petrenko Vita Semerenko Bogdan Tsymbal Artem Pryma                    | +52,5 (0+10)   | [ 40 ] |
|    |                 |               |                       |                                                                                             |                  |                                                                                       |              |                                                                                     |                |        |
| 5  | 14 mars 2021    | Obertilliach  | 4 x 6 km mixstafett   | Tyskland Marion Deigentesch Hanna Kebinger Dominic Schmuck Lucas Fratzscher                 | 1:17.02,2 (1+5)  | Norge Emilie Ågheim Kalkenberg Åsne Skrede Filip Fjeld Andersen Sivert Guttorm Bakken | +11,0 (1+13) | Tjeckien Anna Tkadlecová Tereza Voborníková Milan Žemlička Adam Václavík            | +19,9 (0+6)    | [ 41 ] |
| 6  | 14 mars 2021    | Obertilliach  | Singelmixstafett      | Norge Karoline Erdal Aleksander Fjeld Andersen                                              | 42.10,9 (0+11)   | Ryssland Anastasija Jegorova Vasilij Tomsjin                                          | +20,0 (0+6)  | Frankrike Paula Botet Sébastien Mahon                                               | +41,4 (0+8)    | [ 42 ] |